# 袁翺
袁翱（1452年—？），字鳳儀，直隸松江府華亭縣人，軍籍，明朝政治人物。

## 生平
成化十三年（1477年）丁酉科應天府鄉試第九十一名舉人。成化二十三年（1487年）中式丁未科會試第三十九名，三甲第十二名進士。

## 家族
曾祖袁士宗；祖父袁節；父袁泓，母董氏；繼母陳氏。具庆下。